# Schneider-Creusot

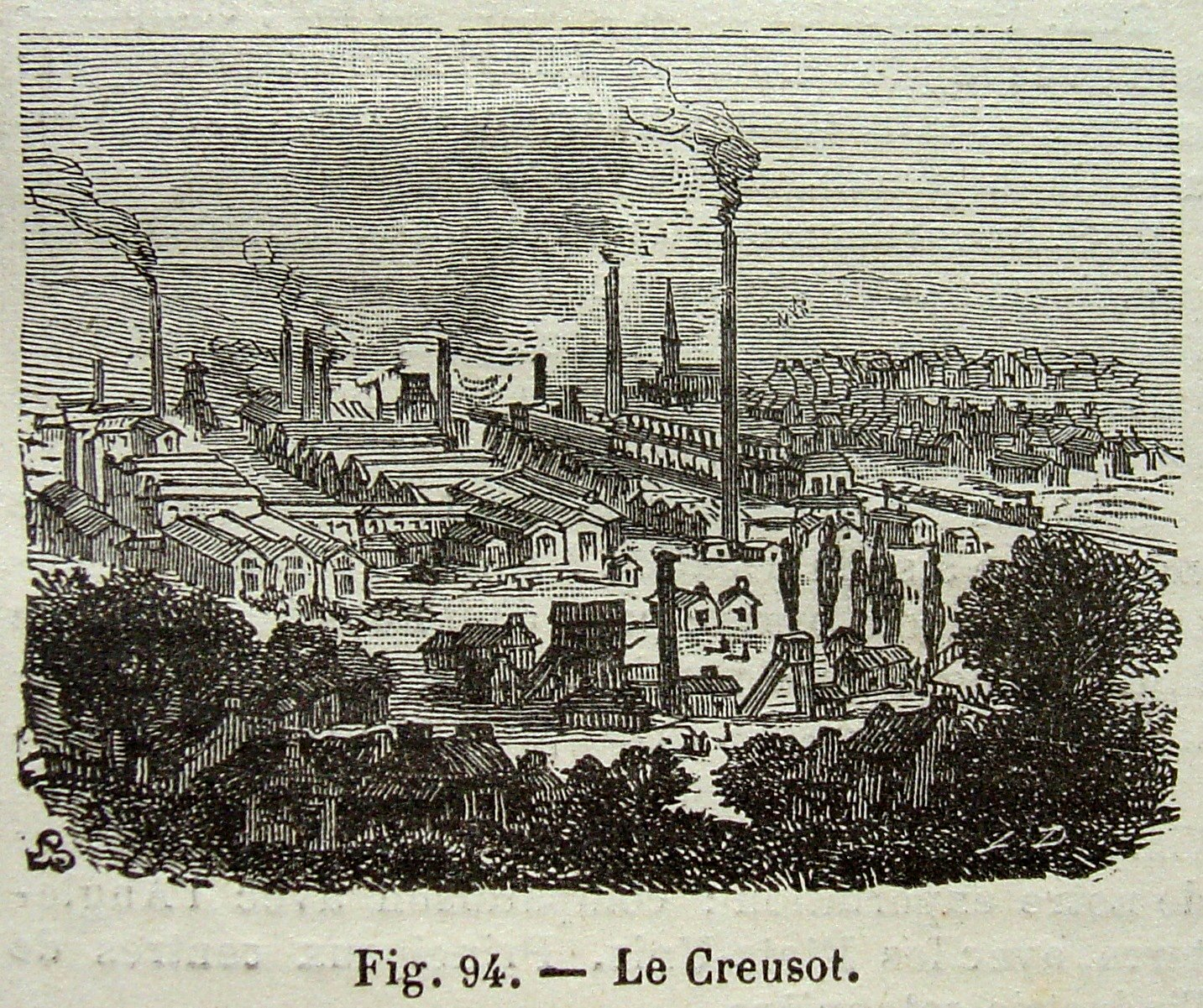
Historyczny widok zakładów Schneider-Creusot

Schneider-Creusot – francuska firma zbrojeniowa.

## Historia
Firma francuska założona w 1836 roku przez braci Adolphe i Eugene Schneiderów, która produkowała sprzęt artyleryjski, amunicję, płyty pancerne itp. Szybko zdobyła światowe uznanie. Wytwarzała sprzęt na eksport oraz dla armii francuskiej. W budowie opancerzonych wież fortecznych była pionierem. Produkowała również czołgi w czasie i po I wojnie światowej. Stała się po II wojnie światowej spółką akcyjną Schneider SA. Po połączeniu się z innymi koncernami utworzyła jedną z największych organizacji przemysłowych świata. W okresie międzywojennym w uzbrojeniu Wojska Polskiego znajdowało się wiele wyrobów firmy.